# Her 'Really' Mother
Her 'Really' Mother è un cortometraggio muto del 1914 diretto da Harry A. Pollard. Prodotto dalla Beauty (American Film Manufacturing Company), il film aveva come interpreti Margarita Fischer, sua nipote, la piccola Kathie Fischer e lo stesso regista.

## Trama
Strisciando attraverso la siepe che separa la tenuta dei suoi da quella di Mary, la piccola Kathie va alla ricerca di una "vera" madre. Gli Stanton, i nuovi vicini, sono arrivati da poco, ma Mary si rende conto che trascurano la loro bambina che, affamata d'amore, cerca in lei la madre che non ha. Mary, dal canto suo, ha molto amore da dare, un amore che non ha potuto fino a quel momento esprimere se non con l'affetto che ha per i suoi animali.

Sulla siepe, per ordine della regina delle fate, Puck mette un editto: "Tutti i bambini che passano questa siepe sono, per il momento, veri figli di una vera madre".

Quando, dopo che la signora Stanton ha abbandonato il marito e la figlia, Stanton muore in un incidente stradale, Mary promette al moribondo che si prenderà lei cura della piccola.

Mentre la madre, che ha abdicato al privilegio della maternità, parte per lontani lidi, la regina delle fate fa cambiare l'editto sulla siepe: ""Tutti i bambini che passano questa siepe sono, per sempre, veri figli di una vera madre".

## Produzione
Il film fu prodotto dalla Beauty (American Film Manufacturing Company).

## Distribuzione
Distribuito dalla Mutual, il film - un cortometraggio in una bobina - uscì nelle sale statunitensi il 21 luglio 1914.